# Enrico Poggi
Enrico Massimo Carlo Maria Poggi (ur. 30 stycznia 1908 w Genui, zm. 16 października 1976 tamże) – włoski żeglarz sportowy, medalista olimpijski.
Podczas letnich igrzysk olimpijskich w Berlinie (1936) zdobył, wspólnie z Giovannim Reggio, Bruno Bianchim, Domenico Mordinim, Luigi De Manincorem i swoim bratem Luigi Poggim, złoty medal w żeglarskiej klasie 8 metrów. W zawodach olimpijskich uczestniczył jeszcze dwukrotnie (Londyn 1948, Helsinki 1952), w obu przypadkach zajmując 8. miejsca w klasie 6 metrów.